# Řády, vyznamenání a medaile Angoly
Státní vyznamenání Angoly zahrnují následující řády a medaile:

## Řády
- Řád národního hrdiny byl založen roku 2004.[1]
- Řád Agostinha Neta byl založen roku 1990.[2] Udílen je v jediné třídě občanům Angoly i cizincům.[3]
- Řád nezávislosti byl založen roku 2004.[4]
- Řád bojovníků za svobodu byl založen roku 2004.[5]
- Řád za vojenské zásluhy byl založen roku 2004.[6]
- Řád za zásluhy policie byl založen roku 2004.[7]
- Řád míru a harmonie byl založen roku 2004.[8]
- Řád za občanské zásluhy byl založen roku 2004.[9]

## Medaile
- Medaile 11. listopadu byla založena v dubnu 2004.[10]
- Medaile hvězdy svobody byla založena v dubnu 2004.[11]
- Medaile za vojenské zásluhy byla založena v dubnu 2004.[12]
- Medaile za policejní zásluhy byla založena v dubnu 2004.[13]
- Medaile 1. srpna byla založena dne 8. dubna 1988. Udílena je ve dvou třídách a může být udělena i posmrtně.[14]
- Medaile míru a harmonie byla založena v dubnu 2004.[15]
- Medaile 1. kongresu MPLA byla založena na paměť 1. kongresu MPLA, který se konal roku 1977.[16]
- Medaile 2. výročí FAPLA byla založena roku 1976.[17]
- Medaile 20. výročí MPLA byla založena roku 1976.[18]
- Medaile 50. výročí MPLA byla založena roku 2006.[19]
- Medaile veteránů MPLA byla založena dne 8. dubna 1988 na návrh ministra obrany a sdružení veteránů. Udílena je ve dvou třídách.[20]
- Prezidentská medaile byla založena na počest prezidenta Agostinha Neta.[21]
- Medaile 4. února 1961 byla založena dne 8. dubna 1988. Udílena byla za podporu osvobozeneckého boje za nezávislost Angoly.[22]